# 余伯阳
余伯阳（1959年—），男，理学博士。中国药科大学教授、博士生导师，研究生处副处长、中药学院副院长、中药复方研究室主任；国家自然科学基金生命科学部专家评议组成员，国家新药评审专家，江苏省中西医结合学会理事，南京药学会副理事长；教育部高校优秀骨干教师，江苏省有突出贡献的中青年专家。 
主要从事中药和天然药物资源化学、中药生物技术，中药及复方质量控制、中药及复方体内过程研究及中药新药研发等方面的研究工作。